# Rhus natalensis
Rhus natalensis là một loài thực vật có hoa trong họ Đào lộn hột. Loài này được Bernh. ex C.Krauss miêu tả khoa học đầu tiên năm 1844.